# Oliver Twins
Andrew Nicholas Oliver et Philip Edward Oliver, connus ensemble sous le nom des Oliver Twins (jumeaux Oliver), sont des frères jumeaux et des développeurs de jeu vidéo.
Ils ont développé des jeux pour ordinateur alors qu'ils étaient à l'école, créant leur premier jeu codé qui parut dans un magazine en 1983. Ils travaillèrent pour Codemasters pendant plusieurs années après leur première collaboration avec Super Robin Hood. C'est dans cette entreprise qu'ils créèrent la série des Dizzy et des Simulator. En 1990, ils fondent Interactive Studios, qui deviendra Blitz Games Studios. En octobre 2013, ils fondent Radiant Worlds, situé à Leamington Spa, avec leur vieil ami et collègue Richard Smithies.

## Histoire
Philip et Andrew Oliver ont commencé à programmer des jeux vidéo sur ordinateur alors qu'ils étaient encore à l'école (Clarendon School à Trowbridge). Ils découvrirent leur intérêt en informatique à l'âge de 13 ans lorsque leur frère acheta un ZX81 usagé. Ils achetèrent en septembre 1982 un Dragon 32, qui était plus rapide et qui contenait plus de mémoire. Il essayèrent d'améliorer les jeux à retranscrire qu'ils trouvaient dans les magazines et ont éventuellement créé leur propre jeu, Road Runner, qui fut publié en tant que code écrit dans Computer and Video Games Magazine en janvier 1984,. La même année, ils gagnèrent le premier prix dans une compétition télévisuelle nationale (The Saturday Show) pour concevoir un jeu vidéo.

### Codemasters
Leur premier jeu qui a eu du succès, Super Robin Hood pour l'Amstrad CPC, fut publié en 1986 par Codemasters. Leur relation avec cette entreprise mena à la création des franchises Dizzy et Simulator.

### Interactive Studios (Blitz Games Studios)
En 1990, à l'âge de 22 ans, ils fondèrent Interactive Studios, qui sera rebaptisé sous le nom de Blitz Games Studios. En dehors de leurs propres jeux, les Oliver Twins étaient également responsable du portage de plusieurs jeux proéminents sur consoles Sega, dont Theme Park et Syndicate.
Au bout de 23 ans, Blitz Games fit faillite en 2013, avec une perte de 175 employés et des dettes de plusieurs millions de livres sterling.

### Radiant Worlds
En octobre 2013, ils fondèrent Radiant Worlds, situé à Leamington Spa, au Royaume-Uni, avec leur vieil ami et collègue Richard Smithies pour développer SkySaga: Infinite Isles pour le studio coréen Smilegate. SkySaga était un jeu voxel en ligne ambitieux qui était basé sur un concept original de membres de l'équipe de Blitz Games Studios. En août 2017, Smilegate mit SkySaga en pause et les Oliver et Smithies placèrent la compagnie en vente. En janvier 2018, Rebellion, un développeur et éditeur britannique de jeux acquit la compagnie et la rebaptisa sous le nom de Rebellion (Warwick). Les jumeaux restèrent chez Rebellion jusqu'en février 2019, où ils quittèrent le studio pour fonder une entreprise en conseil de jeux vidéo.

### Résurrection de la franchiseDizzy
En 2015, Philip Oliver trouva une carte dessinée à la main intitulée Wonderland Dizzy alors qu'il se préparait pour une conférence qu'il devait donner avec son frère pour l'événement annuel Play Blackpool. Après avoir fait d'autres recherches, il tomba également sur une disquette qui contenait le code entier non compilé d'un jeu avec le même titre, écrit il y a 22 ans avec son frère pour la NES mais qui avait fini par être oublié. Les jumeaux entrèrent en contact avec Lukasz Kur via un fansite de Dizzy, qui corrigea quelques bogues dans le code du jeu et le traduisit dans quelques langues avant de le compiler. Le jeu fut distribué gratuitement en ligne le 24 octobre 2015,,,. En 2016, ils sortirent un second jeu Dizzy perdu, Mystery World Dizzy, dont sa sortie sur NES était initialement prévue pour 1993. En mai 2017, les jumeaux annoncèrent qu'ils travailleraient sur un nouveau jeu Dizzy, leur premier depuis plus de 20 ans. Dans une vidéo amusante pour la campagne Kickstarter du ZX Spectrum Next, ils révèlent que le jeu serait inspiré du livre Le Magicien d'Oz de l'auteur L. Frank Baum, et serait intitulé Wonderful Dizzy.

## Leadership
Les jumeaux Oliver jouent un rôle actif dans le support de l'industrie du jeu vidéo britannique. Philip Oliver est l'un des fondateurs de l'organisme professionnel des développeurs TIGA et a été un membre actif du conseil depuis sa création en 2001. Il a aussi été un directeur du conseil pour e-skills UK pendant plusieurs années.
Les frères ont reçu en 2008 un doctorat honoraire de Coventry University (en administration des affaires et en technologie pour Philip et Andrew, respectivement) en reconnaissance de leur contribution à l'essor de l'industrie du jeu électronique à l'échelle régionale et internationale, et furent honorés en tant que Fellows of the Royal Society of Arts en 2010.
Après que Philip ait assisté en février 2011 au lancement du rapport Next Gen du gouvernement britannique (aussi connu sous le nom de rapport Livingstone-Hope) sur les défis auxquels l'industrie du jeu vidéo britannique doivent faire face, il établit avec son frère Made in Creative UK, qu'ils ont géré en tant que campagne non-lucrative pour sensibiliser les développeurs de classes mondiale et les développeurs de créations numériques dans le Royaume-Uni. La campagne a plus de 350 compagnies de soutien et plusieurs partisans connus, dont Sajid Javid (Secrétaire de la culture et Secrétaire d'État aux Affaires, à l'Innovation et aux Compétences).
Les premiers jeux des Oliver Twins ainsi que leur histoire ont inspiré plusieurs personnes à développer des jeux vidéos en tant que carrière, ce qui fut capturé dans le livre Let’s go Dizzy: The Story of The Oliver Twins de Chris Wilkins et Roger Kean, publié par Fusion Retro Books en décembre 2016.
Une vidéo filmée lors du lancement du livre Videogame Legends – Computerphile  incita Markus Persson ‘Notch’, le créateur de Minecraft, à tweeter qu'il faisait partie de ceux qui ont été inspirés par les jeux des Oliver Twins : « J'ai grandi en aimant et en étant inspiré par leurs travaux. » 
En septembre 2018, le Guinness World Records a nommé les Oliver Twins « Développeurs de jeux vidéo 8-bit les plus prolifiques ».

## Jeux développés
- Road Runner - (Computer & Video Games) décembre 1983 - Dragon 32 (sorti en tant que code imprimé)
- Gambit (initialement intitulé Strategy) - (Acornsoft) avril 1984 - BBC Model B
- Tellscope - (Acorn User) novembre 1984 - BBC Model B
- Easy Art - (Interceptor) - Amstrad CPC (écrit à l'origine pour le BBC Model B pour Firebird mais n'est jamais sorti)
- Cavey - (Players) - BBC Model B
- Panda Sprites - (Interceptor) - Amstrad CPC
- Rescue Mission - (Beebug) - BBC Model B
- Magic Maths - (Players) - Amstrad CPC
- Magic Clock - (Players) - Amstrad CPC
- Killapede - (Players) - Amstrad CPC
- Excaliber - à moitié terminé et jamais sorti - Amstrad CPC
- Super Robin Hood – (Codemasters) novembre 1986 – Amstrad CPC, ZX Spectrum, C64, ST, Amiga, NES
- Ghost Hunters – (Codemasters) février 1987 – Amstrad CPC, ZX Spectrum, C64
- Grand Prix Simulator – (Codemasters) avril 1987 – Amstrad CPC, ZX Spectrum, C64, Atari ST, Amiga
- Dizzy - The Ultimate Cartoon Adventure – (Codemasters) juin 1987 – Amstrad CPC, ZX Spectrum, C64
- Professional Ski Simulator – (Codemasters) octobre 1987 – Amstrad CPC, ZX Spectrum, C64, Atari ST, Amiga
- 3D Starfighter – (Codemasters) novembre 1987 – Amstrad CPC, ZX Spectrum
- Fruit Machine Simulator – (Codemasters) février 1988 – ZX Spectrum, Amstrad CPC, C64, Atari ST, Amiga
- Treasure Island Dizzy – (Codemasters) août 1988 – Amstrad CPC, ZX Spectrum, C64, Atari ST, Amiga, NES, PC DOS
- Advanced Pinball Simulator – (Codemasters) octobre 1988 – Amstrad CPC, ZX Spectrum, C64
- Pro BMX Simulator – (Codemasters) novembre 1988 – C64, Amstrad CPC, ZX Spectrum, Atari ST, Amiga
- Fast Food Dizzy – (Codemasters) décembre 1988 – Amstrad CPC, ZX Spectrum, C64, Atari ST, Amiga, PC DOS
- Grand Prix Simulator II – (Codemasters) février 1989 – Amstrad CPC, ZX Spectrum, C64
- The Race Against Time – (Codemasters) mai 1989 – Amstrad CPC, ZX Spectrum, C64
- Jet Bike Simulator – (Codemasters) septembre 1989 – Amstrad CPC, ZX Spectrum, C64, Atari ST, Amiga
- Incredible Shrinking Sphere – (publié par Activision) octobre 1988 – C64, Amstrad CPC, ZX Spectrum, Atari ST, Amiga
- Fantasy World Dizzy – (Codemasters) octobre 1989 – Amstrad CPC, ZX Spectrum, C64, Atari ST, Amiga, PC
- Ghostbusters II (publié par Activision) août 1989 – C64, Amstrad CPC, ZX Spectrum, Atari ST, Amiga
- Operation Gunship – (Codemasters) août 1989 – Amstrad CPC, ZX Spectrum, C64
- Kwik Snax – (Codemasters) novembre 1989 – Amstrad CPC, ZX Spectrum, C64, Atari ST, Amiga, PC
- Magicland Dizzy – (Codemasters) février 1990 – Amstrad CPC, ZX Spectrum, C64, Atari ST, Amiga, PC
- Dizzy Panic! – (Codemasters) mai 1990 – Amstrad CPC, ZX Spectrum, C64, Master System, Game Gear
- Dizzy Prince of the Yolkfolk – (Codemasters) août 1990 – Amstrad CPC, ZX Spectrum, C64, Atari ST, Amiga, PC
- Bubble Dizzy – (Codemasters) novembre 1990 – Amstrad CPC, ZX Spectrum, C64, Atari ST, Amiga, PC
- Spellbound Dizzy – (Codemasters) décembre 1990 – Amstrad CPC, ZX Spectrum, C64, Atari ST, Amiga, PC
- Dizzy Down the Rapids – (Codemasters) avril 1991 – Amstrad CPC, ZX Spectrum, C64
- Fantastic Dizzy – (Codemasters) avril 1992 – NES, Amiga, Mega Drive/Genesis, PC, Game Boy, Master System, Game Gear.
- Firehawk – (Codemasters) septembre 1992 – NES, Atari ST, Amiga
- Crystal Kingdom Dizzy – (Codemasters) décembre 1992 – Amstrad CPC, ZX Spectrum, C64, Atari ST, Amiga, PC
- Robin Hood Legend Quest – (Codemasters) janvier 1993 – NES (Quattro Adventure), Atari ST, Amiga,
- Dizzy The Adventurer – (Codemasters) novembre 1992 – NES (Bundled with Aladdin)
- Go! Dizzy Go! – (Codemasters) novembre 1992 – NES (Quattro Arcade)
- BMX Simulator – (Codemasters) mars 1993 – NES (Quattro Sports)
- The Excellent Dizzy Collection – (Codemasters) novembre 1993 – Master System, Game Gear
- Wonderland Dizzy – (FusionRetro Kickstarter) novembre 2015 – NES
- Dreamworld Pogie – (FusionRetro Kickstarter) mai 2017 – NES
- Mystery World Dizzy – (FusionRetro Kickstarter) février 2018 – NES

Légende
Ces jeux sont classés par ordre de sortie, le premier de la liste étant la version d'origine principale, dont les autres dérivent de cette version.
| Style du texte | Signification                                    |
| -------------- | ------------------------------------------------ |
| Gras           | Conçu et écrit par les Oliver Twins              |
| Normal         | Porté sur ces plateformes par d'autres personnes |
| Gras italique  | Porté sur ces plateformes par les Oliver Twins   |

### Jeux subséquents (développés après 1993)
Jeux créés ou publiés par Complex Software, Interactive Studios, Blitz Games Studios, et Radiant Worlds:
- Le chat potté (quatrième trimestre 2011)
- Michael Phelps: Push the Limit (quatrième trimestre 2011)
- Bob l'éponge: Surf and Skate Roadtrip (quatrième trimestre 2011)
- Fantastic Pets (2011)
- Yoostar 2 (2011)
- Droplitz Delight (2010)
- SFG Soccer: Football Fever (2010) – Publié par Blitz 1UP
- The Biggest Loser: Ultimate Workout (2010)
- The Biggest Loser Challenge (2010)
- Dead to Rights: Retribution (2010)
- All Star Karate (2010)
- Biggest Loser (2009)
- Karaoke Revolution (2009)
- iCarly (2009)
- KrissX (2009)- Publié par Blitz 1UP
- Fluttabyes (2009)- Publié par Blitz 1UP
- Mole Control (2009)- Publié par Blitz 1UP
- Clover: A Curious Tale (2009)- Publié par Blitz 1UP
- Invincible Tiger: The Legend of Han Tao (quatrième trimestre 2009)
- Droplitz (troisième trimestre 2009)
- PowerUp Forever (2008)
- Buccaneer: The Pursuit of Infamy (2008)- Publié par Blitz 1UP
- Karaoke Revolution Presents: American Idol Encore 2 (2008)
- Are You Smarter Than a 5th Grader? Make the Grade (2008)
- Bratz Girlz Really Rock (2008)
- Tak and the Guardians of Gross (2008)
- Project Aftermath (2008)- Publié par Blitz 1UP
- Karaoke Revolution Presents: American Idol Encore (2008)
- SpongeBob SquarePants – Underpants Slam[25] (2007)
- Bratz: le film (2007)
- Karaoke Revolution Presents: American Idol (2007)
- Big Bumpin' (2006)
- PocketBike Racer (2006)
- Sneak King (2006)
- Bob l'éponge : La Créature du crabe croustillant (2006)
- Bratz: Forever Diamondz (2006)
- Reservoir Dogs (2006)
- Pac-Man World 3 (2005)
- Bratz: Rock Angelz (2005)
- The Fairly OddParents: Shadow Showdown (2004)
- Bad Boys: Miami Takedown (2004)
- Barbie Horse Adventures: Wild Horse Rescue (2003)
- The Fairly OddParents: Breakin' Da Rules (2003)
- Zapper : Le criquet ravageur! (2002)
- Taz Wanted (2002)
- Lilo et Stitch: Ouragan sur Hawaï (2002)
- Fuzion Frenzy (2001)
- The Mummy Returns (2001)
- Chicken Run (2000)
- The Little Mermaid II: Return to the Sea (2000)
- Frogger 2: La revanche de Swampy (2000)
- Action Man: Destruction X (2000)
- Action Man: Mission Xtreme (1999)
- Glover (1999)
- WarGames (1998)

Radiant Worlds
- SkySaga: Infinite Isles (Sortie alpha lors du quatrième trimestre 2014[26])